# Periscyphis
Periscyphis är ett släkte av kräftdjur. Periscyphis ingår i familjen Eubelidae.

## Dottertaxa tillPeriscyphis, i alfabetisk ordning[1]
- Periscyphis abyssinicus
- Periscyphis albescens
- Periscyphis albomarginatus
- Periscyphis albus
- Periscyphis arabicus
- Periscyphis barnardi
- Periscyphis besi
- Periscyphis brunneus
- Periscyphis buettikeri
- Periscyphis cavernicola
- Periscyphis civilis
- Periscyphis convexus
- Periscyphis dhofarensis
- Periscyphis felix
- Periscyphis granai
- Periscyphis insularis
- Periscyphis jannonei
- Periscyphis kalongensis
- Periscyphis lanzai
- Periscyphis laticarpus
- Periscyphis latissimus
- Periscyphis libycus
- Periscyphis limbatus
- Periscyphis merolobatus
- Periscyphis minor
- Periscyphis mofousensis
- Periscyphis montanus
- Periscyphis niger
- Periscyphis nigricans
- Periscyphis omanensis
- Periscyphis pallidus
- Periscyphis pilosus
- Periscyphis pulcher
- Periscyphis rubroantennatus
- Periscyphis ruficauda
- Periscyphis schadensis
- Periscyphis somaliensis
- Periscyphis strouhali
- Periscyphis subtransversus
- Periscyphis sudanensis
- Periscyphis trivialis
- Periscyphis undulata
- Periscyphis vandeli
- Periscyphis verhoeffi
- Periscyphis vittatus